# Kastenoorlog

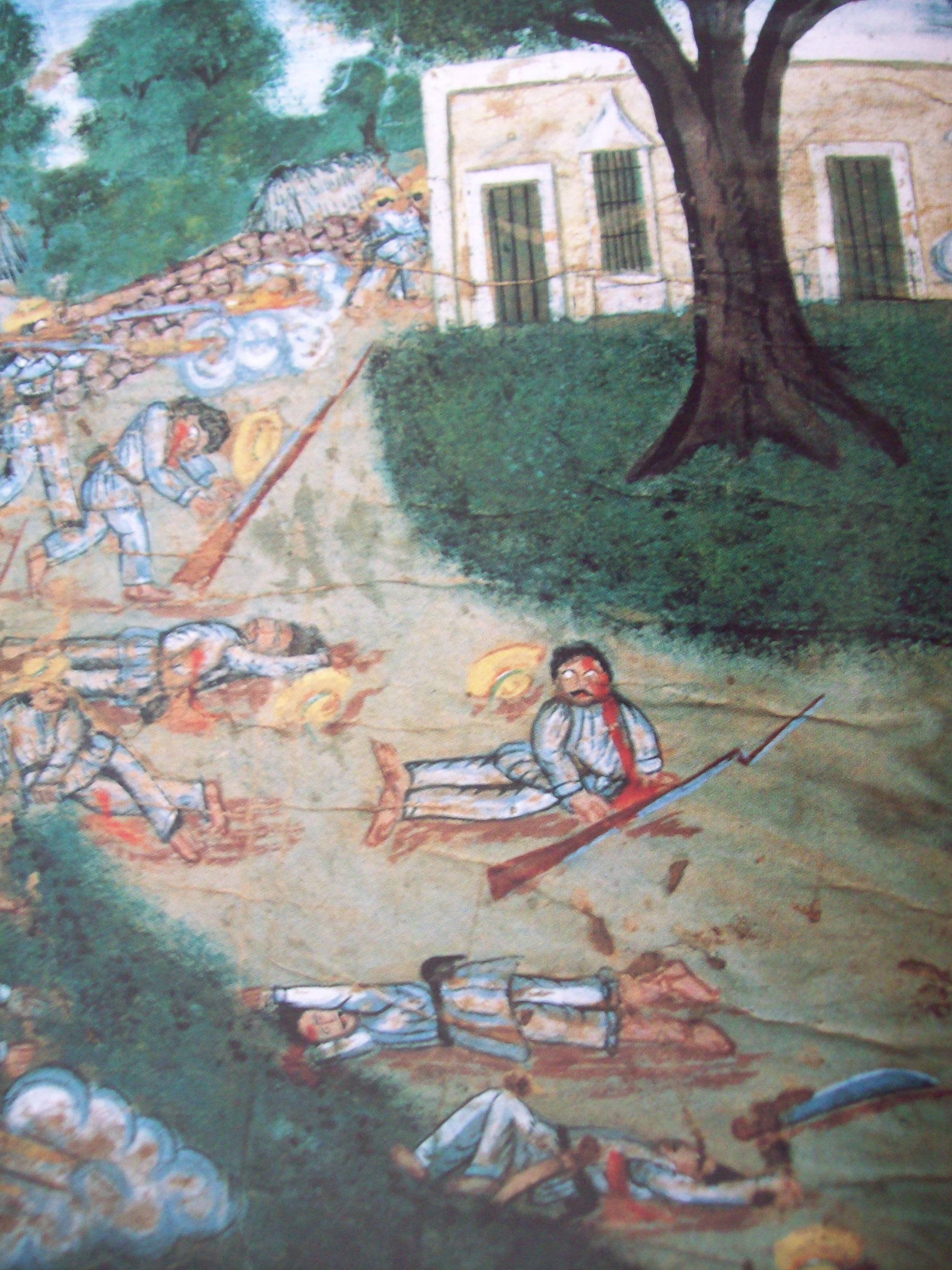
De kastenoorlog

De Kastenoorlog (Spaans: Guerra de Castas) was een oorlog van de oorspronkelijke Mayabevolking van Yucatán tegen de blanke elite en de Mexicaanse regering. De Kastenoorlog duurde van 1847 tot 1901 en kostte aan meer dan 300.000 mensen het leven.

## Achtergrond
Tijdens de koloniale periode was de bevolking opgedeeld in een kastensysteem (castas). Aan de top stonden peninsulares, Europese Spanjaarden. Vervolgens kwamen de creolen (criollos) of Amerikaanse Spanjaarden, mestiezen (mestizos), indianen en slaven. De onafhankelijkheid had formeel gelijkheid gebracht, maar in feite waren het de criollos die de plaats van de peninsulares innamen en de touwtjes stevig in handen hadden. Intussen breidde privaat bezit van land zich uit, ten koste van de inheemse bevolking. Een groot deel van de grond in Yucatán kwam in handen van de (in ieder geval cultureel) westerse elite, de yucatecos. Veel Maya's zagen geen andere optie dan voor een hongerloon op de landgoederen van de yucatecos te werken.
De negentiende eeuw waren chaotische jaren in de geschiedenis van Yucatán. Meerdere keren was er een onafhankelijke Republiek Yucatán uitgeroepen, en zowel centralisten als federalisten mobiliseerden de bevolking voor hun taak. De aanleiding van de opstand was de executie van Manuel Antonio Ay in Valladolid, die ervan verdacht werd een opstand te beramen in juli 1847. Ook twee andere Mayaleiders, Cecilio Chi en Jacinto Pat werden in abesentia ter dood veroordeeld. Pat en Chi voerden in reactie hierop een aanval uit op het plaatsje Tepich, waarbij ze alle niet-Maya's vermoordden.

## De oorlog
De rebellen kenden onmiddellijk een enorm succes. In mei 1848 waren de yucatecos bijna van het gehele schiereiland verdreven. Slechts in de ommuurde steden Mérida en Campeche en de havenstad Yucatán konden ze standhouden. Gouverneur Miguel Barbachano wilde naar verluidt al de evacuatie van Mérida tekenen, maar kon dit niet doen wegens papierschaarste. Plotseling vertrokken de belegeraars echter; voor de Maya's was de tijd aangebroken de akkers in te zaaien waarvoor ze de oorlogshandelingen staakten.
De Yucateekse regering verzocht om hernieuwde aansluiting bij Mexico. Op 17 augustus 1848 werden beide landen herenigd, en het Yucateekse leger kreeg steun van de Mexicaanse regering; minder dan een jaar na het einde van de Amerikaans-Mexicaanse Oorlog. De opstandelingen werden teruggedrongen. In 1850 ontstond er een patstelling met regeringstroepen die het noordwesten van Yucatán controleerden en de rebellen die het zuidoosten onder hun gezag hadden. Rond deze tijd werden opstandelingen uit Chan Santa Cruz, het huidige Felipe Carrillo Puerto geïnspireerd door het 'sprekende kruis'. Dit kruis zou de Maya's geboden hebben hun oorlog voort te zetten. De Maya's zagen dit als goddelijke steun, en Chan Santa Cruz werd de hoofdstad van de opstandige Mayastaat, die dezelfde naam droeg. Chan Santa Cruz werd informeel erkend door het Verenigd Koninkrijk, dat via Brits-Honduras handel dreef met de Maya's. Aanhangers van het sprekende kruis noemden zichzelf cruzob.
In 1855 verklaarde de gouverneur van Yucatán de oorlog voor beëindigd, maar beide partijen zouden nog gedurende lange tijd aanvallen op elkaars grondgebied blijven uitvoeren. Aan deze rustigere periode kwam een einde ten tijde van de Franse interventie in Mexico in de jaren 60. De Fransen wilden ook Chan Santa Cruz aan het Tweede Mexicaanse Keizerrijk toevoegen, waarmee in 1863 de vijandigheden hervat werden.
In januari 1884 werd er in Belize City een verdrag getekend tussen de Yucateekse regering en de cruzob. De cruzob erkenden de Mexicaanse soevereiniteit over Yucatán, terwijl de Mexicaanse regering opstandelingenleider Crescencio Poot als gouverneur van de 'staat' Chan Santa Cruz erkende. Deze vrede duurde slechts een jaar, toen Poot bij een staatsgreep werd afgezet.
Naast Chan Santa Cruz bestonden er nog een aantal kleinere staten. De staat Ixcanha verzette zich tegen de cultus van het Sprekende Kruis en bleef de traditionele versie van het Rooms-katholicisme aanhangen. De Mexicaanse regering bevoorraadde Ixacanha met wapens om zich te verdedigen tegen de cruzob. Ixcanha erkende formeel de Mexicaanse soevereiniteit, maar de Mexicaanse regering liet het verder haar eigen gang gaan, en Ixcanha zou tot 1894 de facto onafhankelijk blijven. Een andere staat was Icaiche, die zowel de Mexicaanse regering als de cruzob bestreed en ook aanvallen pleegde op Brits-Honduras. Na een aanval op Orange Walk in 1872 ondernamen de Britten een wraakactie, en was het met Icaiche gedaan.

## Afloop
De productie van sisal was aan het eind van de negentiende eeuw booming in Yucatán, waardoor de Mexicaanse regering meer aandacht kreeg voor deze uithoek van het land. In 1893 tekenden de Mexicaanse en Engelse regeringen een verdrag waarbij de grens tussen Mexico en Brits-Honduras werd vastgelegd, en waarin de Engelsen besloten de steun aan en handel met de rebellen te staken. Hierdoor raakten de cruzob verstoken van buskruit. Mexicaanse troepen drongen intussen steeds verder het opstandige gebied in, en wisten tweemaal kortstondig Chan Santa Cruz te bereiken. Op 5 mei 1901 wist generaal Ignacio Bravo Chan Santa Cruz definitief te bezetten, en werd de oorlog formeel beëindigd.
Het bleef echter nog decennialang onrustig. De cruzob waren weliswaar uiteengevallen in meerdere groepen, en verzwakt door ziektes die waren meegebracht door de mannen van Bravo, maar bleven zich nog lang tegen de Mexicaanse overwinning verzetten en vreemdelingen aanvallen. In de jaren 10 en 20, tijdens de Mexicaanse Revolutie voerden de gouverneurs Salvador Alvarado en Felipe Carrillo Puerto verschillende hervormingen door, die de sociaal-economische positie van de oorspronkelijke bevolking sterk verbeterden. De laatste schermutselingen vonden plaats in 1933, maar de cultus van het Sprekende Kruis heeft nog steeds enkele tienduizenden aanhangers.